# Cuba no Campeonato Mundial de Ginástica Artística
No Campeonato Mundial de 1996, Annia Portuondo se tornou a primeira ginasta cubana a ganhar uma medalha, ganhando o bronze no salto. Cinco anos depois, no Campeonato Mundial de 2001, Charles León Tamayo e Erick López se tornariam os primeiros ginastas cubanos do sexo masculino a ganhar uma medalha no Campeonato Mundial, ganhando bronze no salto e prata nas barras paralelas, respectivamente.
Durante o Campeonato Mundial de 2003, realizado em Anaheim, Califórnia, três ginastas cubanas desertaram. Com isso, Cuba optou por deixar de enviar ginastas para Campeonatos Mundiais ou Jogos Olímpicos. Ginastas cubanos retornariam mais tarde a essas grandes competições internacionais, começando com o Campeonato Mundial de 2015. Nesta competição Manrique Larduet conquistou duas medalhas, uma prata no individual geral e um bronze na barra fixa.

## Medalhistas
| Medalha | Nome                | Ano           | Evento                     |
| ------- | ------------------- | ------------- | -------------------------- |
| Bronze  | Annia Portuondo     | San Juan 1996 | Salto feminino             |
| Bronze  | Charles León Tamayo | Gante 2001    | Salto masculino            |
| Prata   | Erick López         | Gante 2001    | Barras paralelas           |
| Prata   | Manrique Larduet    | Glasgow 2015  | Individual geral masculino |
| Bronze  | Manrique Larduet    | Glasgow 2015  | Barra fixa                 |